# أوكار (نهر)
أوكار هو نهر في سكسونيا السفلى، ألمانيا والذي كون الحد الفاصل التاريخي في بعض الأحيان، وهو الرافد اليساري لنهر ألر ويبلغ طوله 128 كيلومتر (80 ميل)، ويجري عامة في إتجاه الشمال.

## الروافد
| الروافد اليمني: - Lange - Abzucht - Ohebach - Weddebach - Warne - Brückenbach - Thiedebach | الروافد اليسري (من المصدر إلي المصب): Radau - Ecker - Ilse - Großer Graben - Altenau - Schunter - Bickgraben |

## روابط خارجية
- Heavy metal pollution of the Oker (بالألمانية)
- Description of white water canoe section between Kraftwerk and Nachstaubecken with many photos (بالألمانية)